# Osmaniye
Osmaniye ist eine türkische Stadt in der Mittelmeer-Region. Sie ist die Provinzhauptstadt der 1996 neugeschaffenen gleichnamigen Provinz Osmaniye.

## Stadt
Die Stadt liegt etwa 420 km Luftlinie südöstlich von der Landeshauptstadt Ankara, vom Zentrum Ankaras (Yenimahalle) beträgt die Entfernung etwa 575 Straßenkilometer. Osmaniye liegt an der Autobahn Otoyol 52 (Anschlussstelle K9) und der Fernstraße D 400 (E 90). Die Stadt hat nahezu eine Viertelmillion Einwohner. Sie wird in 36 Stadtviertel (Mahalle) gegliedert, die im Durchschnitt von 6.764 Einwohnern bewohnt werden.

## Landkreis
Der zentrale Landkreis (Merkez) liegt im Süden der Provinz und grenzt intern an alle Kreise, ausgenommen Bahçe und Sumbas. Extern grenzt er im Süden an die Kreise Erzin und Dörtyol von der Provinz Hatay sowie im Osten an den Kreis İslahiye von der Provinz Gaziantep.
Neben der Kreisstadt existiert noch eine weitere Gemeinde (Kleinstadt, Belediye): Cevdetiye mit 3.416 Einwohnern. Die ehemalige Belediye Kırmıtlı wurde 2013 zu einem Dorf zurückgestuft. Zudem gibt es im Kreis noch 37 Dörfer (Köy) mit einer Durchschnittsbevölkerung von 744 Einwohnern (der höchste Durchschnitt aller Kreise). Im Kreis findet sich das kleinste Dorf der Provinz (Oruçgazi, 99 Einw.), aber auch das größte. Die größten Dörfer sind:
- Akyar (2.359)
- Çardak (1.860)
- Dereobası (1.748)
- Dereli (1.730)
- Dervişli (1.504)

- Issızca (1.490)
- Tehçi (1.325)
- Çona (1.298)
- Şekerdere (1.073)
- Kırmacılı (1.062 Einw.)

Die Bevölkerungsdichte ist die höchste in der Provinz und beträgt fast das Doppelte des Provinzdurchschnitts (Stand: Ende 2020).

## Geschichte
In der Gegend von Osmaniye befand sich im 16. Jahrhundert eine Stadt mit dem Namen Kınık.
1672 erwähnt Evliya Çelebi, der sich auf einer Pilgerreise nach Mekka befand, die Stadt İsneyn als regionales Marktzentrum der Turkmenenstämme. Vermutlich ging diese Siedlung während des 18. Jahrhunderts in den innenpolitischen Wirren des Osmanischen Reiches zugrunde und wurde verlassen. Im Zuge der Fırka-i Islahiye wurde im Jahr 1866 bei dem Dorf Hacıosman, in dessen Umgebung die die Ruinen einer städtischen Siedlung lagen, von Cevdet Pascha ein neues Verwaltungszentrum gegründet, das den Namen Osmaniye erhielt. Das Verwaltungszentrum wurde später verlegt, behielt aber seinen Namen. Es wurde es dem Sandschak Üzeyir mit dem Zentrum Payas angeschlossen. Hier sollten aufrührerische nomadischer Turkmenenstämme, die im Berggelände des Gâvur Dağı die Anordnungen der osmanischen Zentralregierung ignorierten, angesiedelt werden. Als 1881 das Vilâyet Halep neu gegründet wurde, war einer der Bestandteile der Sandschak Cebel-i Bereket mit dem Zentrum Yarpuz, der aus den Kazas von Osmaniye, Payas und Belen bestand. Der Name Cebel-i Bereket („Berg des Segens“) ist eine eulogistische Umbenennung des Gâvur Dağı („Berg der Ungläubigen“), der heute unter dem antiken Namen Amanos bekannt ist. 1908 wurde das Zentrum des Sandschaks Cebel-i Bereket nach Osmaniye verlegt. Nach der Gründung der türkischen Republik wurden alle Sandschaks zu Vilâyets (heute İl). Am 1. Juni 1933 wurde das Vilâyet Cebelibereket zum Kaza (heute İlçe) Osmaniye herabgestuft und in das Vilâyet Adana eingegliedert.
Nach dem Ende des Ersten Weltkrieges wurde die Stadt, wie nahezu der gesamte Südosten der heutigen Türkei, nach dem Vertrag von Sèvres von französische Truppen besetzt. Am 7. Januar 1922 befreite sich die Stadt von der französischen Besatzung. Mehrere Gebäude, Straßen und Plätze sind nach diesem Datum benannt.
1996 wurde Osmaniye, das seit dem 19. Jahrhundert einen rasanten Aufschwung genommen hatte, Zentrum einer eigenen Provinz, die aus Teilen der Provinz Adana neu gebildet wurde.
Durch das schwere Erdbeben vom 6. Februar 2023 wurde Osmaniye schwer beschädigt.

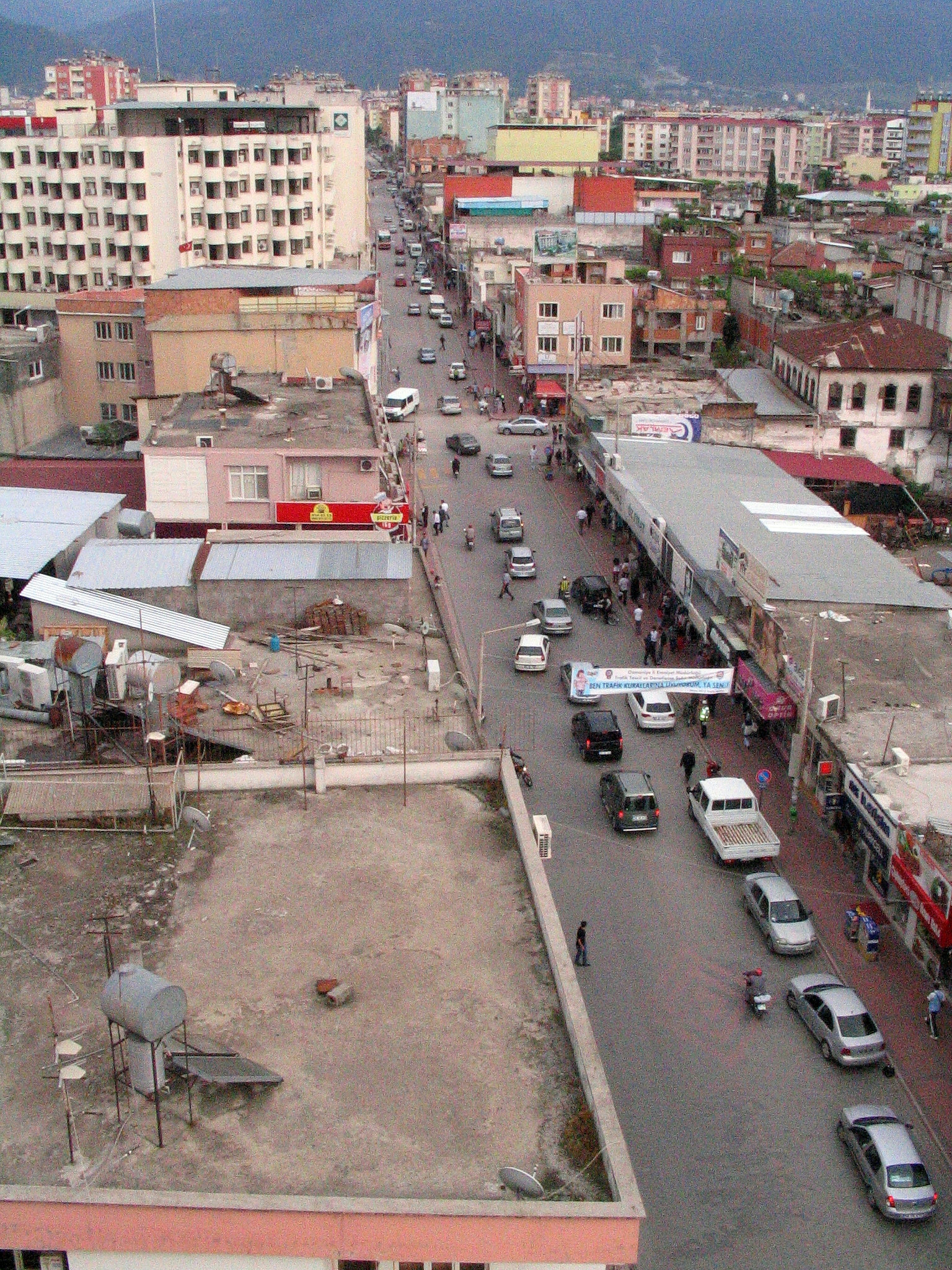
Ahmet Alkan Cd. im Zentrum von Osmaniye
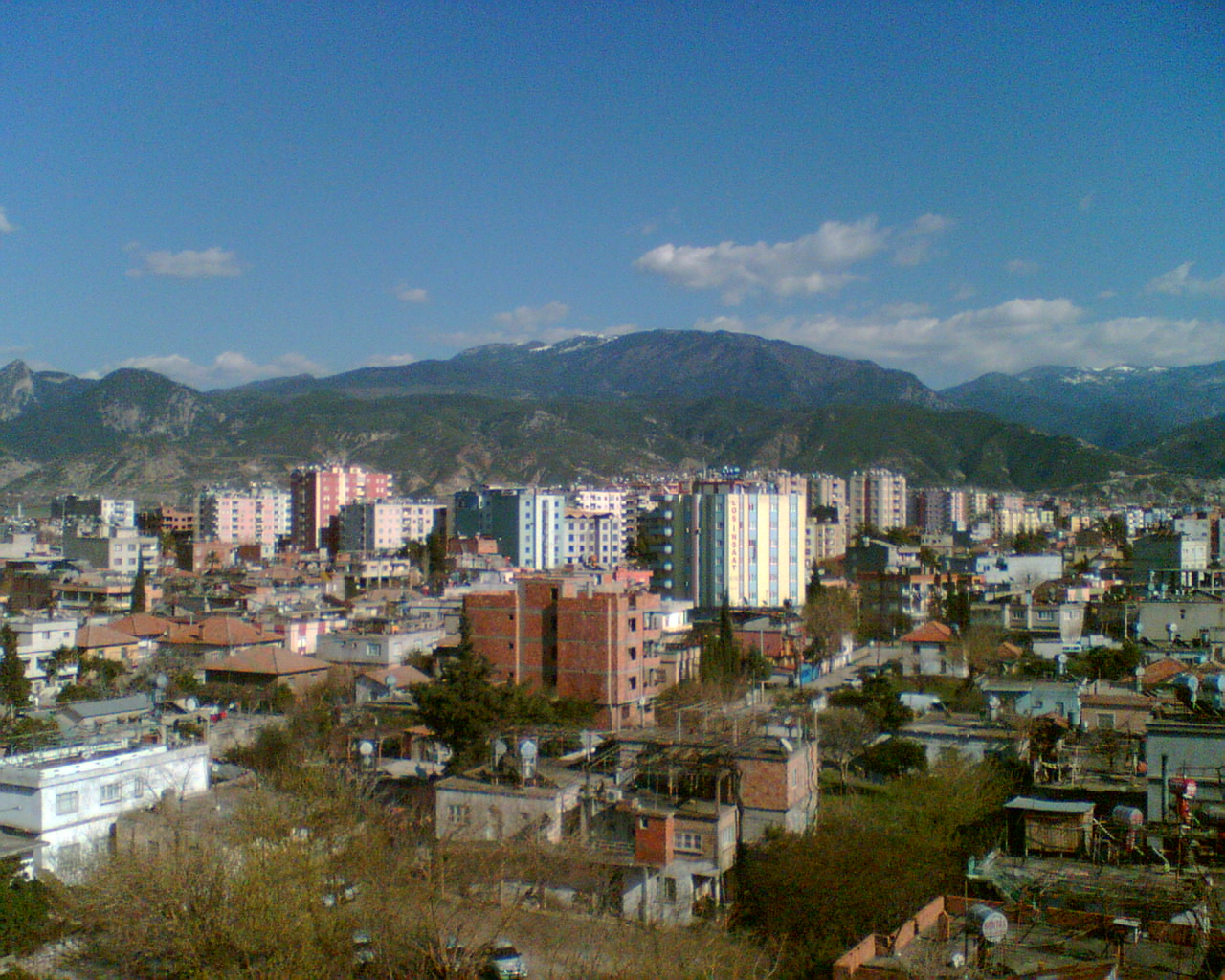
Ansicht der Stadt Osmaniye
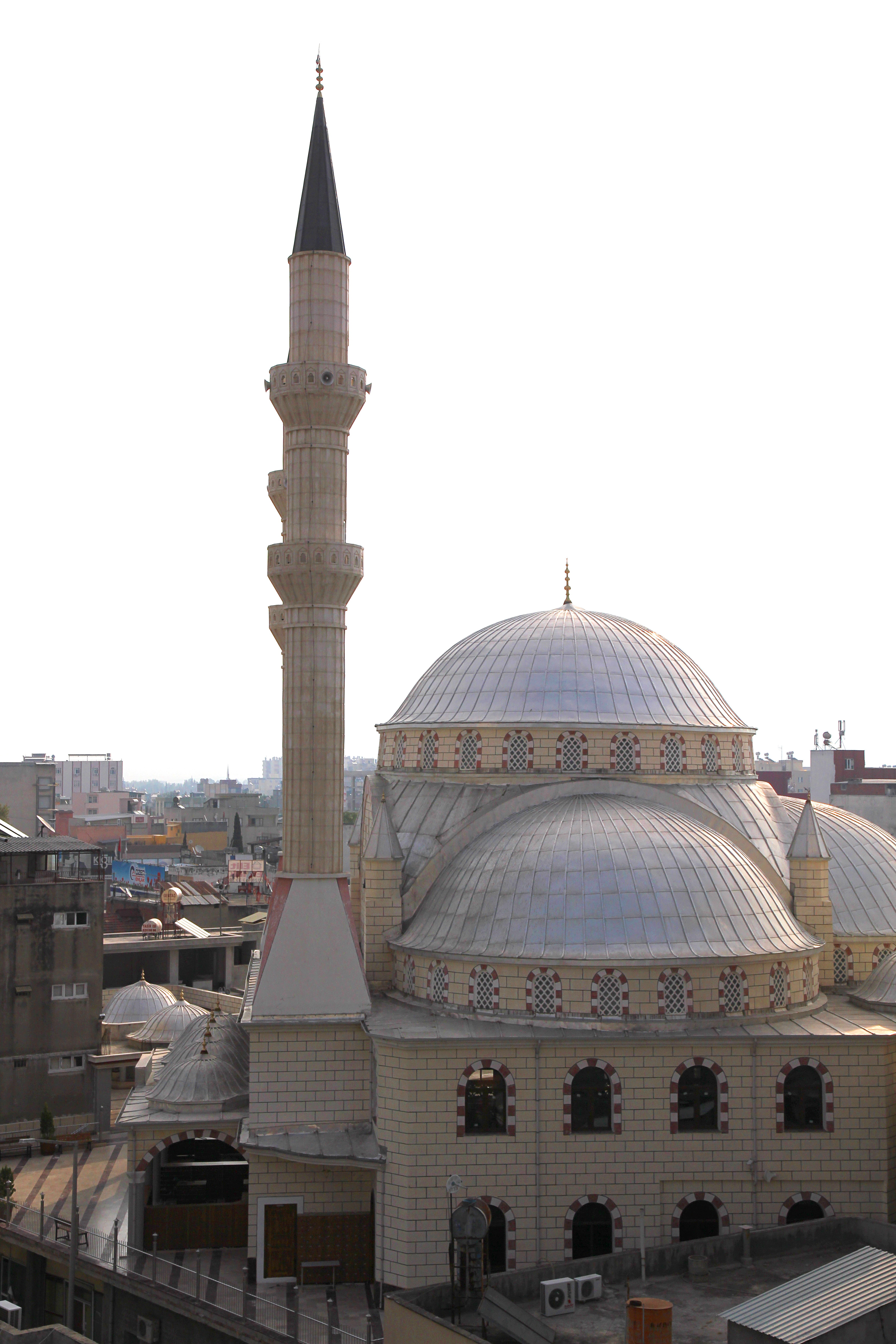
Hauptmoschee
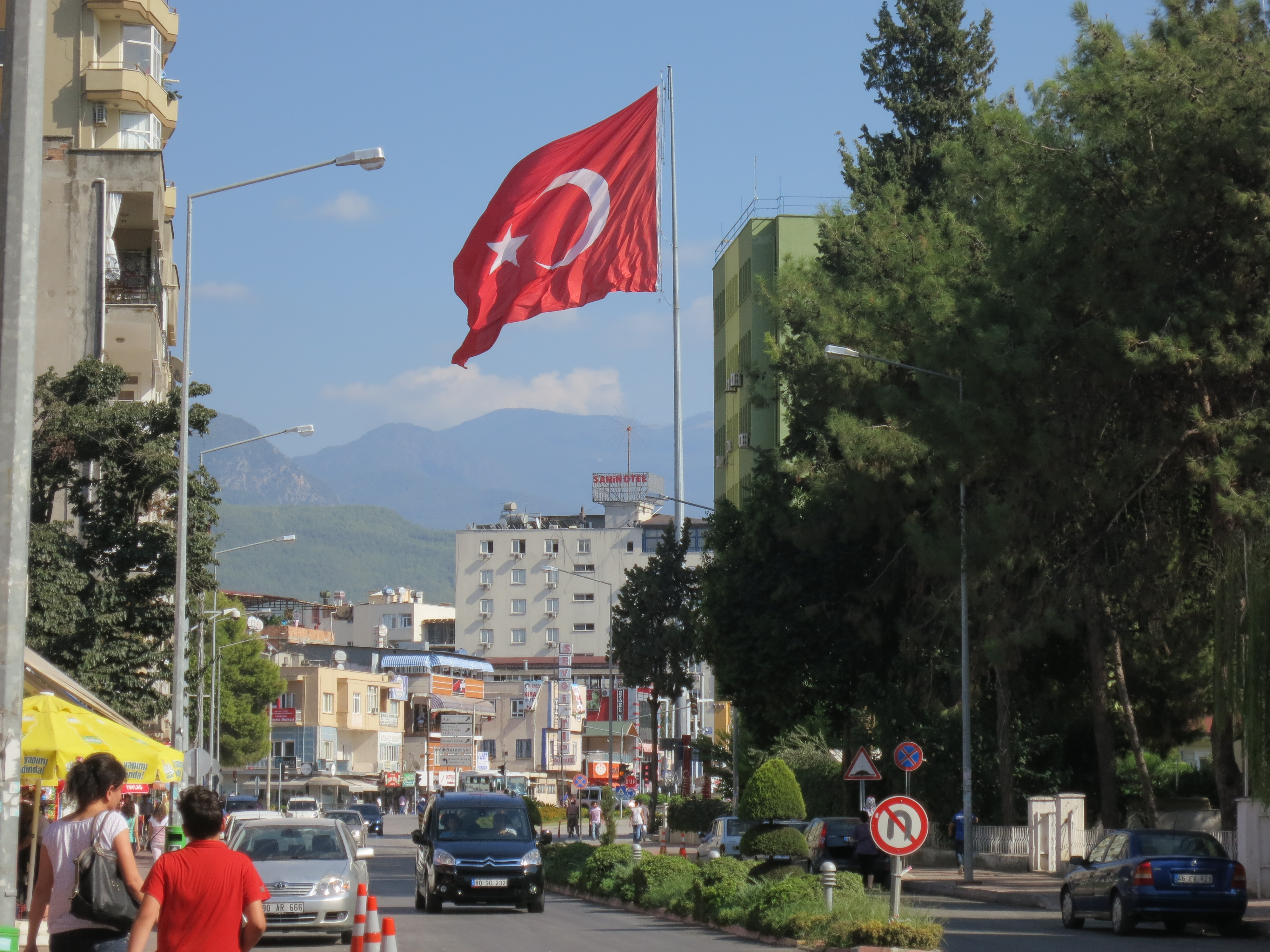
Stadtzentrum von Osmaniye

## Bevölkerung

### Volkszählungsergebnisse
Nachfolgende, linke Tabelle gibt die bei den 14 Volkszählungen dokumentierten Einwohnerstände des zentralen Kreises Osmaniye – unterteilt in städtisch (nur die Kreisstadt) und ländlich – wieder.
Die sechs oberen Wertezeilen sind den E-Books der Originaldokumente entnommen, die darunter liegenden Werte entstammen der Datenabfrage des Türkischen Statistikinstituts TÜIK – abrufbar über deren Webseite.

| Jahr                                          | Gesamt  | Kreisstadt | anteilig (%) | ländlich |
| --------------------------------------------- | ------- | ---------- | ------------ | -------- |
| Kaza Djebél-béréket im Vilayet Djebel-Bereket |         |            |              |          |
| 1927                                          | 18.246  | 004.968    | 27,23        | 13.278   |
| Kaza Osmaniye im Vilayet Seyhan               |         |            |              |          |
| 1935                                          | 24.119  | 008.584    | 35,59        | 15.535   |
| 1940                                          | 24.778  | 008.988    | 36,27        | 15.790   |
| 1945                                          | 29.054  | 10.498     | 36,13        | 18.556   |
| İlçe Osmaniye in der Provinz Seyhan           |         |            |              |          |
| 1950                                          | 34.661  | 013.004    | 37,52        | 21.657   |
| 1955                                          | 47.670  | 019.108    | 40,08        | 28.562   |
| 1960                                          | 59.559  | 027.451    | 46,09        | 32.108   |
| İlçe Osmaniye in der Provinz Adana            |         |            |              |          |
| 1965                                          | 71.660  | 034.027    | 47,48        | 37.633   |
| 1970                                          | 82.688  | 046.355    | 56,06        | 36.333   |
| 1975                                          | 100.320 | 061.581    | 61,38        | 38.739   |
| 1980                                          | 127.958 | 084.212    | 65,81        | 43.746   |
| 1985                                          | 154.629 | 103.824    | 67,14        | 50.805   |
| 1990                                          | 174.875 | 122.307    | 69,94        | 52.568   |
| Merkez İlçe in der Provinz Osmaniye           |         |            |              |          |
| 2000                                          | 207.862 | 173.977    | 83,70        | 33.885   |

| Jahr | Provinz | Landkreis | Landkreis | Stadt | Stadt   |
| Jahr | abs.    | %         | abs.      | %     | abs.    |
| ---- | ------- | --------- | --------- | ----- | ------- |
| 2020 | 548.556 | 50,03     | 274.420   | 88,73 | 243.490 |
| 2019 | 538.759 | 49,86     | 268.647   | 88,40 | 237.476 |
| 2018 | 534.415 | 49,47     | 264.373   | 87,66 | 231.739 |
| 2017 | 527.724 | 49,86     | 263.104   | 88,65 | 233.242 |
| 2016 | 522.175 | 49,72     | 259.614   | 88,36 | 229.406 |
| 2015 | 512.873 | 49,55     | 254.116   | 88,14 | 223.987 |
| 2014 | 506.807 | 49,16     | 249.136   | 87,72 | 218.531 |
| 2013 | 498.981 | 48,94     | 244.195   | 87,24 | 213.045 |
| 2012 | 492.135 | 48,75     | 239.910   | 87,22 | 209.255 |
| 2011 | 485.357 | 48,40     | 234.901   | 86,87 | 204.057 |
| 2010 | 479.221 | 47,94     | 229.744   | 86,55 | 198.836 |
| 2009 | 471.804 | 47,71     | 225.090   | 86,34 | 194.339 |
| 2008 | 464.704 | 47,22     | 219.411   | 86,19 | 189.112 |
| 2007 | 452.880 | 46,43     | 210.285   | 85,82 | 180.477 |

## Bevölkerungsentwicklung
Vorstehende, rechte Tabelle zeigt den vergleichenden Bevölkerungsstand am Jahresende für die Provinz, den zentralen Landkreis und die Stadt Osmaniye sowie den jeweiligen Anteil an der übergeordneten Verwaltungsebene. Die Zahlen basieren auf dem 2007 eingeführten adressbasierten Einwohnerregister (ADNKS).

## Klimatabelle
|                        | Jan  | Feb   | Mär   | Apr  | Mai  | Jun  | Jul  | Aug  | Sep  | Okt  | Nov   | Dez   |   |       |
| Mittl. Temperatur (°C) | 8,4  | 9,7   | 12,6  | 16,8 | 21,0 | 25,2 | 27,8 | 28,4 | 25,3 | 20,6 | 13,8  | 9,6   | ⌀ | 18,3  |
| Mittl. Tagesmax. (°C)  | 14,5 | 15,6  | 18,7  | 23,2 | 27,7 | 31,5 | 33,5 | 34,2 | 31,9 | 28,1 | 21,3  | 15,8  | ⌀ | 24,7  |
| Mittl. Tagesmin. (°C)  | 3,2  | 4,2   | 6,9   | 10,7 | 14,6 | 18,6 | 22,3 | 22,9 | 19,0 | 14,2 | 7,9   | 4,6   | ⌀ | 12,5  |
|                        |      |       |       |      |      |      |      |      |      |      |       |       |   |       |
| Niederschlag (mm)      | 94,6 | 106,5 | 121,6 | 87,3 | 73,1 | 28,6 | 10,7 | 5,9  | 27,8 | 76,6 | 109,0 | 100,2 | Σ | 841,9 |
|                        |      |       |       |      |      |      |      |      |      |      |       |       |   |       |
| Sonnenstunden (h/d)    | 4,8  | 4,6   | 6,2   | 7,8  | 9,7  | 10,9 | 10,6 | 9,8  | 9,8  | 7,6  | 6,0   | 5,1   | ⌀ | 7,8   |
|                        |      |       |       |      |      |      |      |      |      |      |       |       |   |       |
| Regentage (d)          | 8,8  | 9,2   | 10,3  | 9,6  | 6,8  | 2,7  | 1,4  | 1,1  | 3,2  | 6,3  | 7,1   | 8,4   | Σ | 74,9  |

| 3,2 |

| 4,2 |

| 6,9 |

| 10,7 |

| 14,6 |

| 18,6 |

| 22,3 |

| 22,9 |

| 19,0 |

| 14,2 |

| 7,9 |

| 4,6 |

| 3,2 |

| 4,2 |

| 6,9 |

| 10,7 |

| 14,6 |

| 18,6 |

| 22,3 |

| 22,9 |

| 19,0 |

| 14,2 |

| 7,9 |

| 4,6 |

## Sport

Logo von Osmaniyespor

Die Stadt und der Landkreis Osmaniye haben mit dem Fußballverein Osmaniyespor seit den 1940er Jahren eine Fußballmannschaft, die die Region ab den 1980er Jahren überwiegend in der dritthöchsten türkischen Spielklasse, der heutigen TFF 2. Lig, vertrat. Seine erfolgreichste Zeit hatte der Verein in den Jahren 1984–1987, in denen der Verein zwei Spielzeiten lang in der zweithöchsten türkischen Spielklasse, der heutigen TFF 1. Lig, spielte. Im Sommer 2007 stieg der Verein von der viertklassigen und niedrigsten türkischen Profiliga, der TFF 3. Lig, ab und spielt seither in der regionalen Amateurliga, welche wiederum der fünfthöchsten türkischen Spielklasse entspricht. Sie Heimspiele trägt dieser Verein im 7 Ocak Stadyumu (dt. Stadion des 7. Januars) aus.

## Persönlichkeiten
- Devlet Bahçeli (* 1948), Politiker
- Ümit Besen (* 1956), Musiker
- İbrahim Serhat Canbolat (* 1959), Politikwissenschaftler und Schriftsteller
- Derya Yanık (* 1972), Politikerin, Juristin und ehemalige Ministerin für Arbeit, Soziales und Familie
- Burcu Ayhan (* 1990), Hochspringerin
- Ümit Kurt (* 1991), Fußballspieler
- Atakan Mert Özdemir (* 2004), Fußballspieler